# Taketoyo
Taketoyo (武豊町?) è una cittadina giapponese della prefettura di Aichi.